# Савиџвил (Вирџинија)
Савиџвил (енгл. Savageville) насељено је место без административног статуса у америчкој савезној држави Вирџинија.

## Демографија
По попису из 2010. године број становника је 175.
| Група             | 2000.    | 2010.       |
| Белци             | 0 (0,0%) | 37 (21,1%)  |
| Афроамериканци    | 0 (0,0%) | 136 (77,7%) |
| Азијати           | 0 (0,0%) | 1 (0,6%)    |
| Хиспаноамериканци | 0 (0,0%) | 0 (0,0%)    |
| Укупно            | 0        | 175         |